# جون بول هيمكا
جون بول هيمكا John-Paul Himka (ولد في 18 مايو 1949 في دترويت في ولاية ميشيغان الأمريكية) هو مؤرخ أمريكي كندي، وبروفيسور متقاعد للتاريخ في جامعة ألبرتا في إدمونتون.
نال درجة البكالوريوس في الدراسات السلافي البيزنطي، والدكتوراه في التاريخ من جامعة ميشيغان في عام 1971 وعام 1977.
كان ماركسيا في في السبعينات والثمانينات ، لكنه تأثر بتيار ما بعد الحداثة في التسعينات.